# Vicent Greus i Roig
Vicent Greus i Roig (1837-1907) va ser un poeta i magistrat valencià d'Alginet.
Amb Faustí Barberà Martí, Lluís Fullana, Teodor Llorente i Vicent Mancho Soriano va ser un dels cinc congressistes del I Congrés Internacional de la Llengua Catalana distingits en qualificatiu d'honoraris juntament amb Lo Rat Penat.
Aleshores era magistrat de l'audiència de Barcelona.
Va ser col·laborador de la Revista de Valencia (de novembre del 1880 fins a desembre del 1883), fundada per Pascual Dasí i Puigmoltó, Josep Maria Torres Belda, Teodor Llorente Olivares (director de la revista), Manuel Atard i Josep Enric Serrano Morales. Signa l'escrit amb Teodor Llorente i altres deute de gratitud de València a Jaume el Conqueridor.
Va seguir la carrera de magistratura i va morir a Barcelona, sent president de Sala de l'Audiència Provincial de Barcelona. El 31 de maig de 1908 l'entitat Lo Rat Penat de València va honrar la memòria del poeta Vicent Greus i col·locà una làpida a la casa d'Alginet en la qual va nàixer. Té un carrer dedicat just on va nàixer.